# Kalyna Roberge
Kalyna Roberge (n. 1 octombrie 1986, Lévis⁠(d), provincia Québec, Canada) este o sportivă ce a reprezentat Canada, medaliată olimpică. A participat la 2 ediții ale Jocurilor Olimpice (2006, 2010) în care a câștigat două medalii de argint.